# Phanaeus sallei
Phanaeus sallei är en skalbaggsart som beskrevs av Edgar von Harold 1863. Phanaeus sallei ingår i släktet Phanaeus och familjen bladhorningar. Inga underarter finns listade i Catalogue of Life.